# 러블리 본즈
러블리 본즈(The Lovely Bones)는 2002년에 발표된 앨리스 시볼드의 소설이다. 2009년 피터 잭슨 감독에 의해 영화화되었다.